# Fonologización
La fonologización es la conversión de dos variantes alofónicas (sonidos) de un mismo fonema en dos fonemas distintos. Para su realización se requieren dos cambios: o bien la asimilación, o bien la disimilación. 

## Ejemplos
el sonido [h] en el español medieval podía realizarse mediante dos variantes: 
- [f] fricativa labiodental sorda se utiliza ante la semiconsonante [w]: fuerte, fuente.
- [h] glotal aspirada ante vocales plenas: fablar, fondo.

Durante la última etapa del español medieval, [f] y [h] podían aparecer en un mismo contexto (vocales plenas), y por tanto, podían servir para distinguir los significados de palabras distintas: la división fonológica era, pues, completa:

/h/:
- /h/ ej. horma (<F- inicial latina en las voces patrimoniales)
- /f/ ej. forma (en voces cultas y préstamos galorromances)

La posterior pérdida del fonema /h/ en la mayoría de las variedades del español (incluido el estándar) no afecta a la esencia del problema examinado.